# 婆羅洲龍脊魨
婆羅洲龍脊魨為輻鰭魚綱魨形目四齒魨亞目四齒魨科的其中一種，為熱帶淡水魚，分布於亞洲沙勞越南部淡水水域，體長可達4.4公分，棲息在底中層水域，生活習性不明。
其种加词“borneensis”意为“婆罗洲的”。